# Doug Smith (Radsportler)
Doug Smith (* 26. Februar 1964 in Boulder (Colorado)) ist ein ehemaliger US-amerikanischer Radrennfahrer und nationaler Meister im Radsport.

## Sportliche Laufbahn
1986 wurde er Sieger der nationalen Meisterschaft im Straßenrennen der Amateure. 1989 wurde er Gesamtsieger der Peru-Rundfahrt (Gran Clasica International) vor seinem Landsmann Steve Tilford.
Von 1988 bis 1990 war er als Berufsfahrer aktiv, blieb jedoch ohne Erfolge.